# والسپودار
والسپودار (انگلیسی: Valspodar) یک داروی آزمایشی سرطان و حساس‌کننده شیمیایی است. ایت دارو یک مشتق از سیکلوسپورین D است.
استفاده اولیه از آن به عنوان یک مهارکننده انتقال دهنده جریان P-گلیکوپروتئین است. پژوهش‌های پیشین در مدل‌های حیوانی نشان داده‌اند که این روش در جلوگیری از مقاومت سلول‌های سرطانی در برابر داروهای شیمی‌درمانی کارآمد است، اما این یافته‌ها به موفقیت بالینی منجر نشد.

## اثرات نامطلوب
والسپودار می تواند باعث آسیب عصبی شود.